# Улица Анвара Каримова (Казань)
Улица Анвара Каримова (тат. Әнвәр Кәримов урамы, Änwär Kärimef uramı) — улица в Московском районе Казани, в историческом районе Удельная стройка (слобода Восстания). Названа в честь лётчика Анвара Каримова.

## География
Начинаясь от улицы Гагарина, заканчивается пересечением с улицей Королёва. Ближайшие параллельные улицы — Профессора Мухамедьярова и Декабристов.

## История
Возникла до революции как 3-я Удельная улица, получив название по местности, в которой она находится. После революции часть домов улицы была муниципализирована и занята различными учреждениями: к началу 1920-х один из домов передан школе № 49, другой ― горкоммунотделу, ещё один заселён частными жильцами; кроме того, на 1920 год в одном из домов улицы располагалась штаб-квартира 3-го района Казанской уездной советской милиции. В здании школы № 49 проходили заседания сельсовета Удельных улиц и Ивановской стройки. Протоколом комиссии Казгорсовета по наименованию улиц б/н от 2 ноября 1927 года, утверждённому 15 декабря того же года, переименована в 4-ю Союзную улицу.
По состоянию на вторую половину 1930-х годов, на улице имелось около 30 домовладений: №№ 3–37/1, 43–71/3 по нечётной стороне и №№ 2/5–10/4, 14–18/10, 22–56, 60–62/1 по чётной стороне, в основном, частные. В середине-конце 1950-х годов 4-я Союзная улица являлась одной из самых протяжённых улиц слободы Восстания; её длина составляла 1,2 км. В 1940-е годы в промежутке между 11-й и 13-й Союзной улицами, ранее предусматривавшемся как защитная зона предполагаемого строительства завода «Пишмаш», были построены коттеджи для работников авиа- и моторостроительного заводов; некоторые из них сохраняли ведомственную принадлежность до середины 1990-х годов.
В 1950-е — 1970-е годы улица лишилась бо́льшей части частной застройки, попав в зону застройки многоэтажными домами (кварталы №№ 43, 33, 26 и другие) и превратившись в небольшой переулок.
После вхождения Удельной стройки в состав Казани улица вошла в состав слободы Восстания, административно относившейся к 6-й городской части. После введения в городе деления на административные районы входила в состав Заречного (с 1931 года Пролетарского, до 1935), Ленинского (1935–1973) и Московского (с 1973) районов.

## Объекты
- № 39а (ныне другой адрес) — бывшее общежитие телестудии.[26]
- № 66, 73 — жилые дома авиазавода.[12]
- № 71 — жилой дом моторостроительного завода.[12]

## Транспорт
Общественный транспорт по улице не ходит. Ближайшая остановка общественного транспорта — «Гагарина» (автобус, троллейбус, трамвай) на улице Декабристов. Ближайшая станция метро — «Северный Вокзал». 

## Известные жители
В доме № 71 проживал директор моторостроительного завода в 1955-1960 гг. Анатолий Сибиркин.